# Mașenka, Berezivka
Mașenka (în ucraineană Машенька) este un sat în comunei Ciohodarivka din raionul Berezivka, regiunea Odesa, Ucraina.

## Demografie
Componența lingvistică a localității Mașenka
     Ucraineană (100%)
Conform recensământului din 2001, toată populația localității Mașenka era vorbitoare de ucraineană (100%).